# یواس‌ان‌اس میشن سانتا کروز (تی-ای‌او-۱۳۳)
یواس‌ان‌اس میشن سانتا کروز (تی-ای‌او-۱۳۳) (به انگلیسی: USNS Mission Santa Cruz (T-AO-133)) یک کشتی است که طول آن ۵۲۴ فوت (۱۶۰ متر) می‌باشد. این کشتی در سال ۱۹۴۳ ساخته شد.